# Укроборонресурси
Укроборонресурси — державне підприємство оборонно-промислового комплексу України.

## Історія
Державне підприємство «Укроборонресурси» створено Наказом міністра оборони України від 22 вересня 1997 року. Відповідно до цього наказу підприємство було наділено повноваженнями на здійснення реалізації металобрухту та продуктів переробки вторинних ресурсів на внутрішньому та зовнішньому ринках.
Від 2012 року підприємство увійшло до складу Державного концерну «Укроборонпром». Від тоді і до сьогодні ДП «Укроборонресурси» є спеціалізованим підприємством з комплексної переробки та утилізації майна Концерну.
На 2017 рік ДП «Укроборонресурси» вирішує питання та завдання Концерну пов’язаних із забезпеченням екологічної безпеки, а саме: з утилізації відходів виробництва підприємств Концерну, монетизація всіх видів брухту та відходів, збільшення прибутковості від їх реалізації, проведенні робіт пов’язаних з демонтажем, різанням, приведення у ліквідний стан некондиційної продукції та відходів.
Відновлення та модернізація виробництв підприємств учасників Концерну, а також розвиток проектів (їх інтенсифікація) може бути досягнута за умов належного фінансування. Відходи та неліквіди, матеріальні цінності, що є на підприємствах можуть слугувати як додаткове джерело фінансування та шляхом щодо зменшення витрат на деякі види робіт та виробничі процеси. Забезпечити розвиток та модернізацію існуючого виробництва, зменшення витрат на його зберігання та охорону, мінімізацію екологічних ризиків тощо.
В червні 2019 року Фонд державного майна України включив до переліку малої приватизації 9 підприємств “Укроборонпрому”, серед яких і це підприємство.

## Напрями діяльності
- заготівля та переробка брухту чорних і кольорових металів
- організція робіт з розбирання, демонтажу та різання металовмісних об'єктів будь-якої складності (в тому числі заглиблених під водою)
- збирання та первинна обробка відходів і брухту дорогоцінних металів (відходів, вузлів, блоків, деталей, агрегатів)
- організація робіт з утилізації (знешкодження) та переробки небезпечних відходів  (кислот, лугів, органіки, цианів, тощо)
- впровадження на підприємствах енергозберігаючих технологій без додаткових витрат для них (програма «Енергосервіс»)
- впровадження на підприємстві інноваційних технологій електропроменевого зварювання
- постачання високоякісної продукції для електрозварювання (дріт та електроди)
- організація робіт з утилізації та переробка відходів пластмас (ПЕТ, ПВХ, ПВД, АБС, ПС, ПНД), олив, електротехнічних виробів, акумуляторів, ртутних ламп, шин, гуми, біологічних та будівельних відходів